# Resolutie 488 Veiligheidsraad Verenigde Naties
Resolutie 488 van de Veiligheidsraad van de Verenigde Naties werd op 19 juni 1981 aangenomen. Twaalf leden stemden voor de resolutie, geen enkel lid stemde tegen en twee onthielden zich: de Duitse Democratische Republiek en de Sovjet-Unie. De Volksrepubliek China nam niet deel aan de stemming. De resolutie verlengde de UNIFIL-vredesmacht in Zuidelijk Libanon met zes maanden.

## Achtergrond
Veel Palestijnse vluchtelingen zaten in vluchtelingenkampen in Libanon. Vanhieruit viel de Palestijnse Bevrijdingsorganisatie (PLO) het in het zuiden aangrenzende Israël aan. Dat reageerde met tegenaanvallen in het zuiden van Libanon. De VN-Veiligheidsraad had Israël in resolutie 279 al gevraagd om de soevereiniteit van Libanon te respecteren.
Op 11 maart 1978 kaapten Palestijnse terroristen een lijnbus in Israël, waarbij uiteindelijk 38 burgers omkwamen. Een paar dagen later viel het Israëlisch leger het zuiden van Libanon binnen en bezette gedurende een week het gebied tot aan de rivier Litani. De bedoeling was om de PLO-strijders weg te duwen van de grens.
De Verenigde Naties eisten dat Israël zich terugtrok en zetten de tijdelijke VN-macht UNIFIL op in de streek. Die moest erop toezien dat Israël zijn troepen daadwerkelijk terugtrok en er de vrede handhaven totdat de Libanese overheid haar gezag opnieuw kon doen gelden. Anno 2021 was de vredesmacht nog steeds ter plaatse.

## Inhoud
De Veiligheidsraad:
- Herinnert aan de resoluties 425, 426, 427, 434, 444, 450, 459, 467, 474 en 483.
- Herinnert aan de verklaring van 's Raads voorzitter.
- Merkt met bezorgdheid de schendingen van de VN-resoluties op die Libanon aanzetten de Raad om actie te vragen.
- Herinnert aan de voorwaarden van de interim-VN-macht in Libanon, bijzonder:
a. Dat de macht als een efficiënte militaire eenheid moet werken.
b. Dat de macht bewegings- en communicatievrijheid moet hebben.
c. Dat de macht geen geweld mag gebruiken tenzij ter zelfverdediging.
d. Dat zelfverdediging ook weerstand tegen pogingen om de uitvoer van de taken te verhinderen inhoudt.
- Heeft het rapport van de secretaris-generaal Kurt Waldheim over de VN-macht bestudeerd en bemerkt de hierin vervatte conclusies en aanbevelingen.
- Is ervan overtuigd dat de verslechtering van de huidige situatie ernstige gevolgen heeft voor de vrede in het Midden-Oosten.

1. Herbevestigt zijn herhaaldelijke oproep tot het respecteren van de onafhankelijkheid, eenheid, soevereiniteit en territoriale integriteit van Libanon en de vastberadenheid om resolutie 425 ten uitvoer te brengen.
2. Veroordeelt alle acties die de uitvoering van het mandaat hebben verhinderd en die doden, gewonden en schade hebben veroorzaakt.
3. Steunt de inspanningen van Libanon voor het herstel in het zuiden van Libanon en in het bijzonder het sturen van substantiële legercontingenten.
4. Beslist het mandaat van de interim-VN-macht met zes maanden te verlengen, tot 19 december 1981.
5. Vraagt de secretaris-generaal om Libanon te helpen met het opstellen van een gefaseerd activiteitenprogramma om uit te voeren tijdens het mandaat van de VN-macht gericht op de uitvoering van resolutie 425 en regelmatig te rapporteren.
6. Eert de inspanningen van de secretaris-generaal en de macht en de steun van landen die troepen bijdroegen en de lidstaten die geholpen hebben.
7. Besluit op de hoogte te blijven en herbevestigt zijn vastberadenheid om het mandaat uit te voeren.

Lijst ·  485 ·  486 ·  487 ·  488 ·  489 ·  490 ·  491 ·  492 ·  493 ·  494 ·  495 ·  496 ·  497 ·  498 ·  499